# Rachel (film, 2009)
Pour plus de détails, voir Fiche technique et Distribution.
Rachel est un documentaire franco-belge réalisé par Simone Bitton et sorti en 2009. Il s'intéresse aux circonstances de la mort de Rachel Corrie en 2003 dans la bande de Gaza.

## Synopsis
Le 16 mars 2003, au sud de la bande de Gaza, Rachel Corrie, jeune Américaine pacifiste bénévole au sein de l'International Solidarity Movement, meurt écrasée par un bulldozer de l'armée israélienne alors qu'elle tentait de s'opposer à la destruction de maisons palestiniennes. Le documentaire est conçu comme une enquête, à l'aide d'entretiens télévisés, d'images militaires, de témoignages de soldats et de personnes présentes sur les lieux du drame.

## Fiche technique
- Titre : Rachel
- Réalisation : Simone Bitton
- Scénario : Simone Bitton
- Photographie : Jacques Bouquin
- Son : Cosmas Antoniadis
- Mixage : Jean-Guy Véran
- Montage : Catherine Poitevin et Jean-Michel Perez
- Production : Ciné Sud Promotion (Paris) - Novak Production (Bruxelles) - Arte France Cinéma - RTBF
- Pays :  France -  Belgique
- Genre : documentaire
- Durée : 100 minutes
- Date de sortie : France - 21 octobre 2009

## Sélections[1]
- Berlinale 2009
- Cinéma du réel 2009
- Tribeca Film Festival, New York, 2009
- Festival international du cinéma indépendant de Buenos Aires 2009
- Festival international du film de Rio de Janeiro 2009
- Festival international du film de São Paulo 2009
- Festival International du Film de Göteborg 2010